# August Wilhelm Boesen

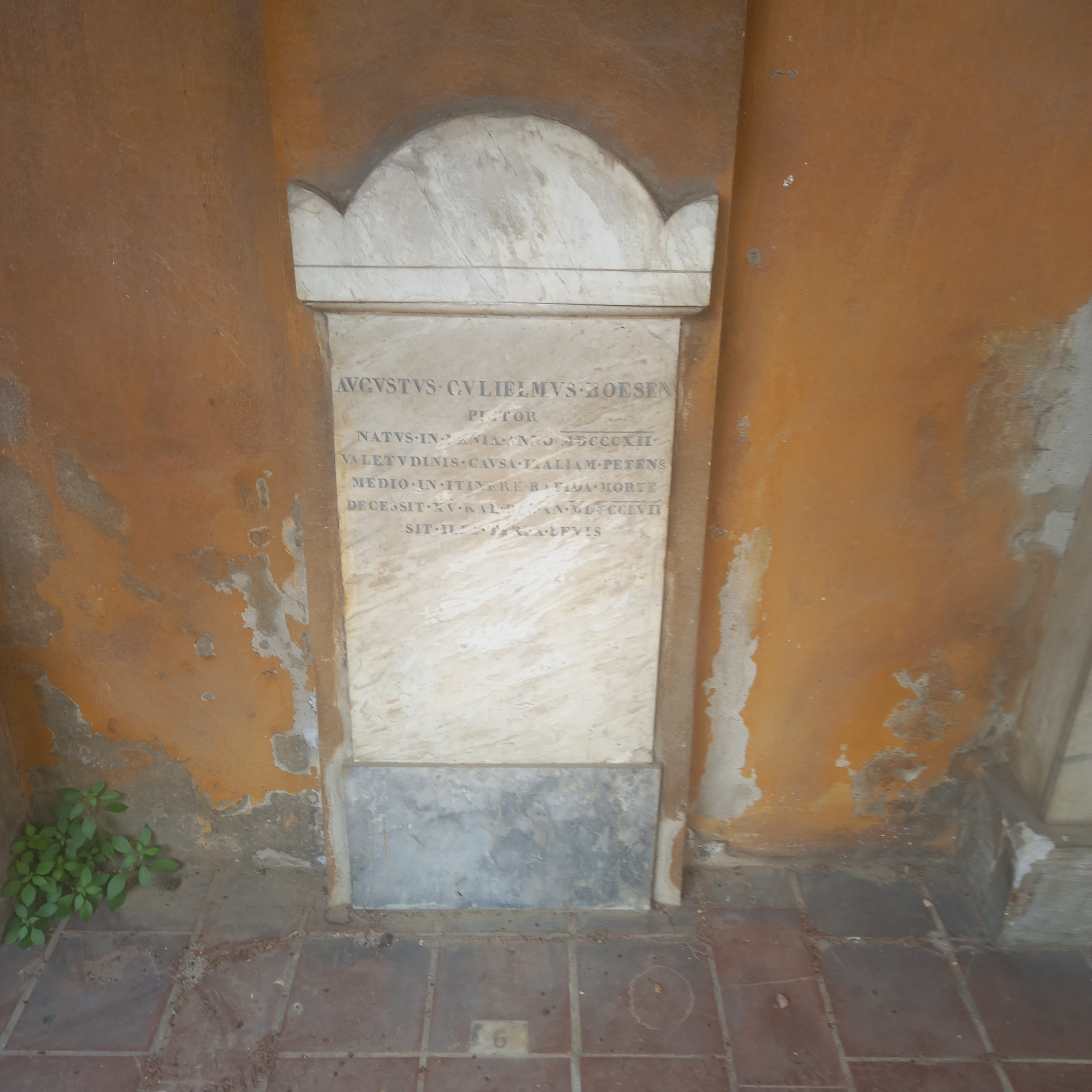
Das Grab von August Vilhelm Boesen in der protestantischen Abteilung des Cimitero Monumentale della Certosa in Bologna

August Wilhelm Boesen (* 12. August 1812 in Vigerslev; † 17. November 1857 in Bologna) war ein dänischer Maler, der vornehmlich als Landschaftsmaler tätig war.

## Leben
August Wilhelm Boesen begann 1831 sein Studium an der Königlich Dänischen Kunstakademie in Kopenhagen, brach aber die Ausbildung vorzeitig ab, da er sich der Landschaftsmalerei widmen wollte. Er begann ab 1836 auszustellen und bekam 1845–1847 ein Reisestipendium der Kunstakademie, das es ihm ermöglichte, nach Italien zu reisen. Auf einer weiteren Italienreise verstarb er 1857 in Bologna. Sein Grabmal befindet sich in der protestantischen Abteilung des Stadtfriedhofs Cimitero Monumentale della Certosa di Bologna.

## Werke
Seine Gemälde sind heute u. a. in der Dänischen Nationalgalerie, im Norwegischen  Nationalmuseum für Kunst, Architektur und Design und im Oslo Museum zu finden. Zu seinen bekanntesten Werken zählen:

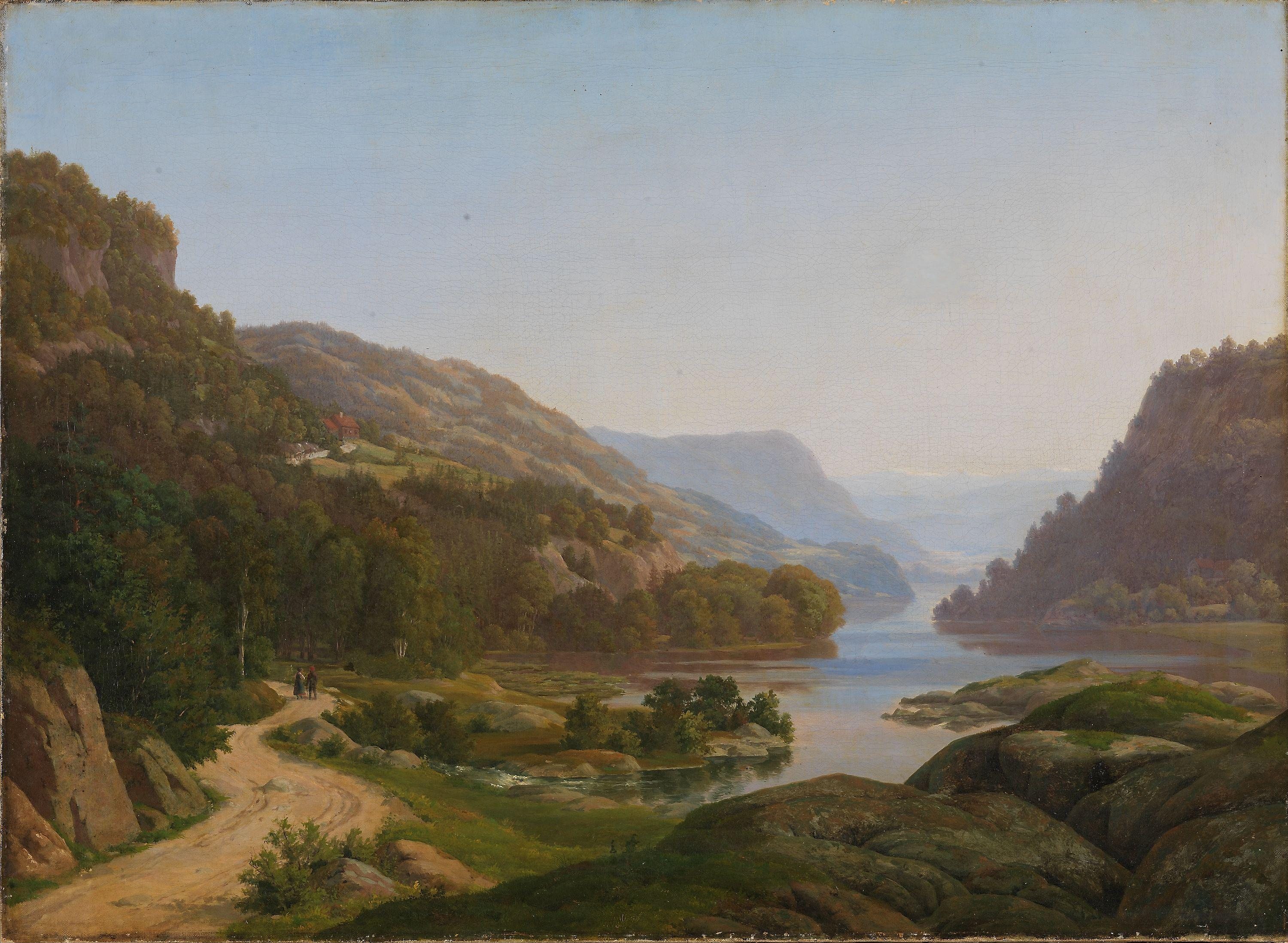
Drammenselven um 1840 (Norwegischen  Nationalmuseum für Kunst, Architektur und Design)
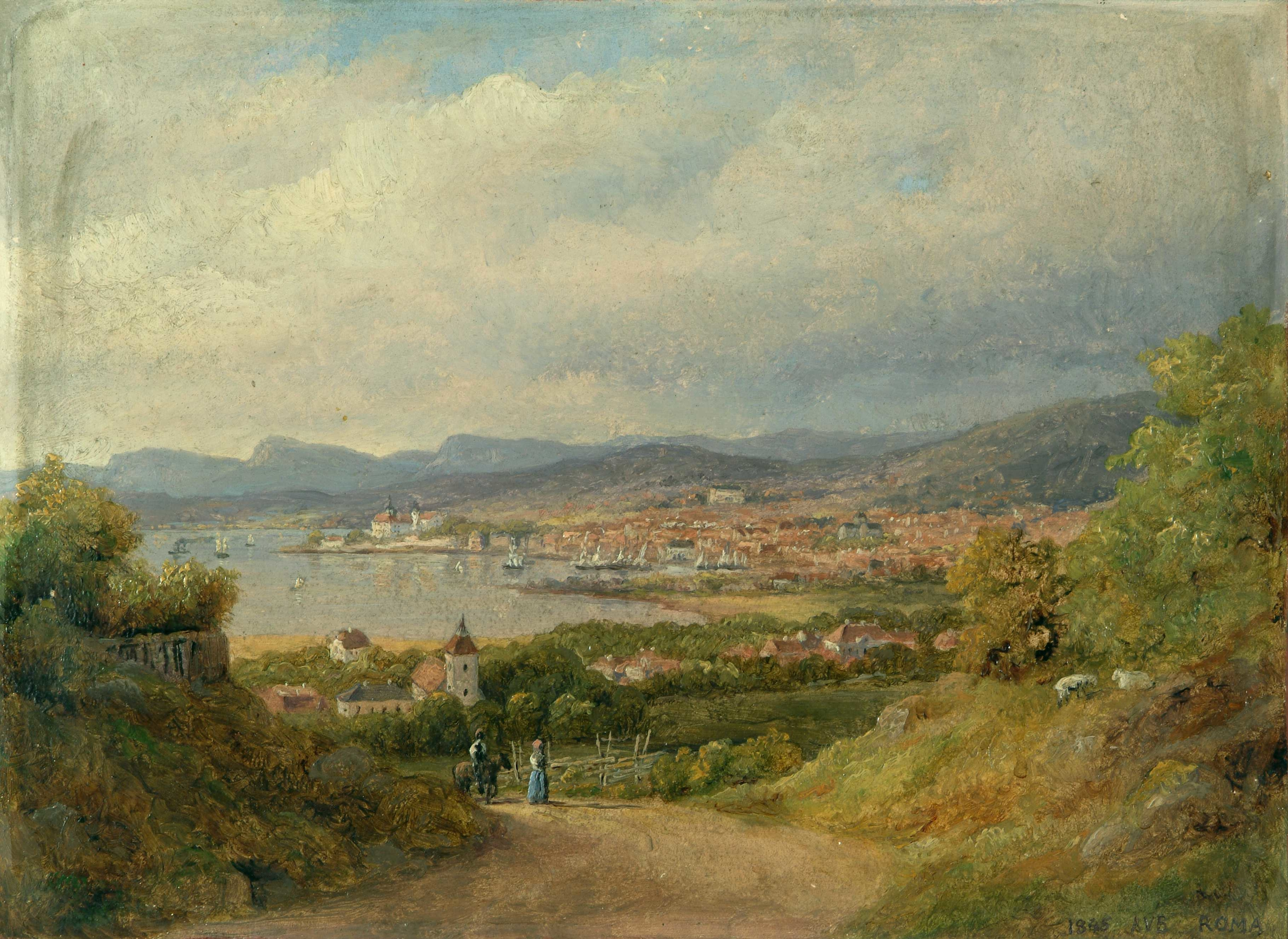
Christiania von Ekeberg aus gesehen, 1845 (Oslo Museum)
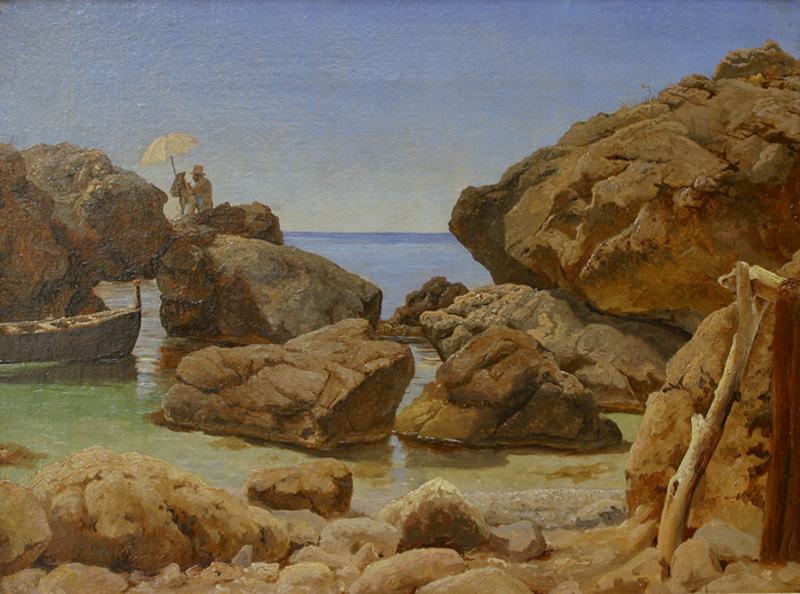
Felsenküste bei Capri mit einem malenden Künstler, zwischen 1845 und 1847 (Dänischen Nationalgalerie)